# Федино (Воскресенский район)
Федино — село в Воскресенском муниципальном районе Московской области. Административный центр сельского поселения Фединское. Население — 2658 чел. (2010).

## География
Село Федино расположено в юго-западной части Воскресенского района, примерно в 1 км к западу от города Воскресенска. Высота над уровнем моря 145 м. В 1,5 км к востоку от села протекает река Москва. В селе 5 улиц, приписано ГСК Нива и территория Производственный центр. Ближайший населённый пункт — деревня Гостилово.

## История
В начале XIX века сельцо Федино вместе с соседней усадьбой Кривякино принадлежало Н. А. Беклемишеву. Затем основная часть Федино принадлежала Алексею Николаевичу Беклемишеву, после смерти которого, в начале 1830-х годов, его часть имения перешла к сестре Варваре Николаевне, бывшей замужем за Рахмановым. В 1883 году оно принадлежало вдове генерала от инфантерии Д. Д. Ахлёстышева Пелагее Павловне Ахлёстышевой (урождённой Рахмановой), которая и была здесь похоронена. Имение носило название «Ескина дача».

Церковь в Федино (арх. В. В. Суслов)

В начале XX века владельцем имения стал её сын Павел Дмитриевич Ахлёстышев. В годы революции 1905 года в его жизни случились события, приведшие к мысли о постройки здесь храма: «вследствие смуты того времени я находился в самых тяжелых имущественных условиях, из которых вышел самым неожиданным образом. И как я глубоко верую, благодаря предстательству Преподобного Серафима — я тогда же решил для прославления памяти построить храм». Просьба о строительстве храма была подана в конце 1909 года, по получении разрешения он строился в течение двух лет и был возведён в 1912 году. 
Церковь Серафима Саровского сохранилась до наших дней. Это один из лучших образцов модерна в его неорусском варианте, построенный исследователем русского зодчества Владимиром Сусловым. Бесстолпный храм со ступенчатым пирамидальным куполом был поставлен на высоком подклете. Снаружи украшен майоликой, ныне повреждённой.
В 1926 году село являлось центром Фединского сельсовета Спасской волости Бронницкого уезда Московской губернии.
С 1929 года — населённый пункт в составе Воскресенского района Коломенского округа Московской области, с 1930-го, в связи с упразднением округа, — в составе Воскресенского района Московской области.
До муниципальной реформы 2006 года Федино входило в состав Гостиловского сельского округа Воскресенского района.

## Население
В 1926 году в селе проживало 333 человека (140 мужчин, 193 женщины), насчитывалось 70 хозяйств, из которых 66 было крестьянских. По переписи 2002 года — 2861 человек (1304 мужчины, 1557 женщин).
| 1926 | 2002  | 2010  |
| ---- | ----- | ----- |
| 333  | ↗2861 | ↘2658 |